# Сан-Хусто (Буенос-Айрес)
Сан-Хусто (ісп. San Justo) — місто в Аргентині, адміністративний центр округу Ла-Матанса в провінції Буенос-Айрес. Входить до складу агломерації Великий Буенос-Айрес.
Населення міста становить 110 тис. осіб (перепис 2001).

## Історія

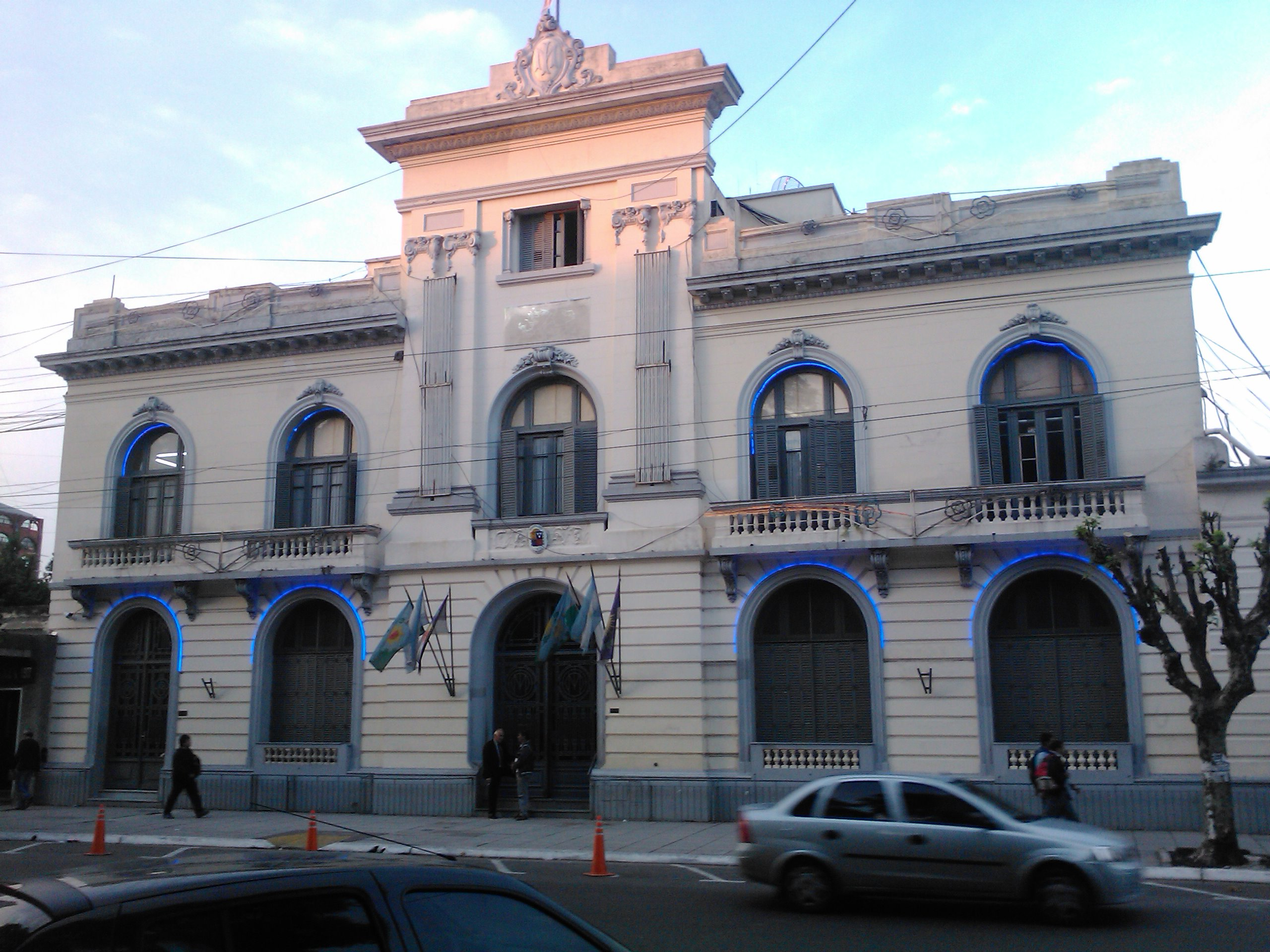
Муніципалітет округу Ла-Матанса

Округ Ла-Матанса існував з 1501 року, але довгий час не мав міста-центру. 1852 року Д. Ліно Лагос уклав першу угоду про виділення земель для побудови міста. Датою заснування Сан-Хусто вважається 25 грудня 1856 року, коли на землях землевласника Хусто Вільєгаса було закладено перший камінь міста. 
8 січня 1857 року було створено муніципалітет Сан-Хусто. 13 листопада 1857 року було визначено межі міста. Громадський центр було збудовано в іспанському стилі, з парком та ратушею. Були збудовані банк та поліцейська дільниця.
1860 року було збудовано першу церкву міста.
1955 року Сан-Хусто отримав статус міста.
Нині Сан-Хусто розвинене місто з великим різноманіттям магазинів та шкіл. В місті народився відомий аргентинський письменник Педро Боніфасіо Паласіос, на честь якого назвали центральну вулицю Сан-Хусто — Альмафуерте (псевдонім Паласіоса).

## Економіка

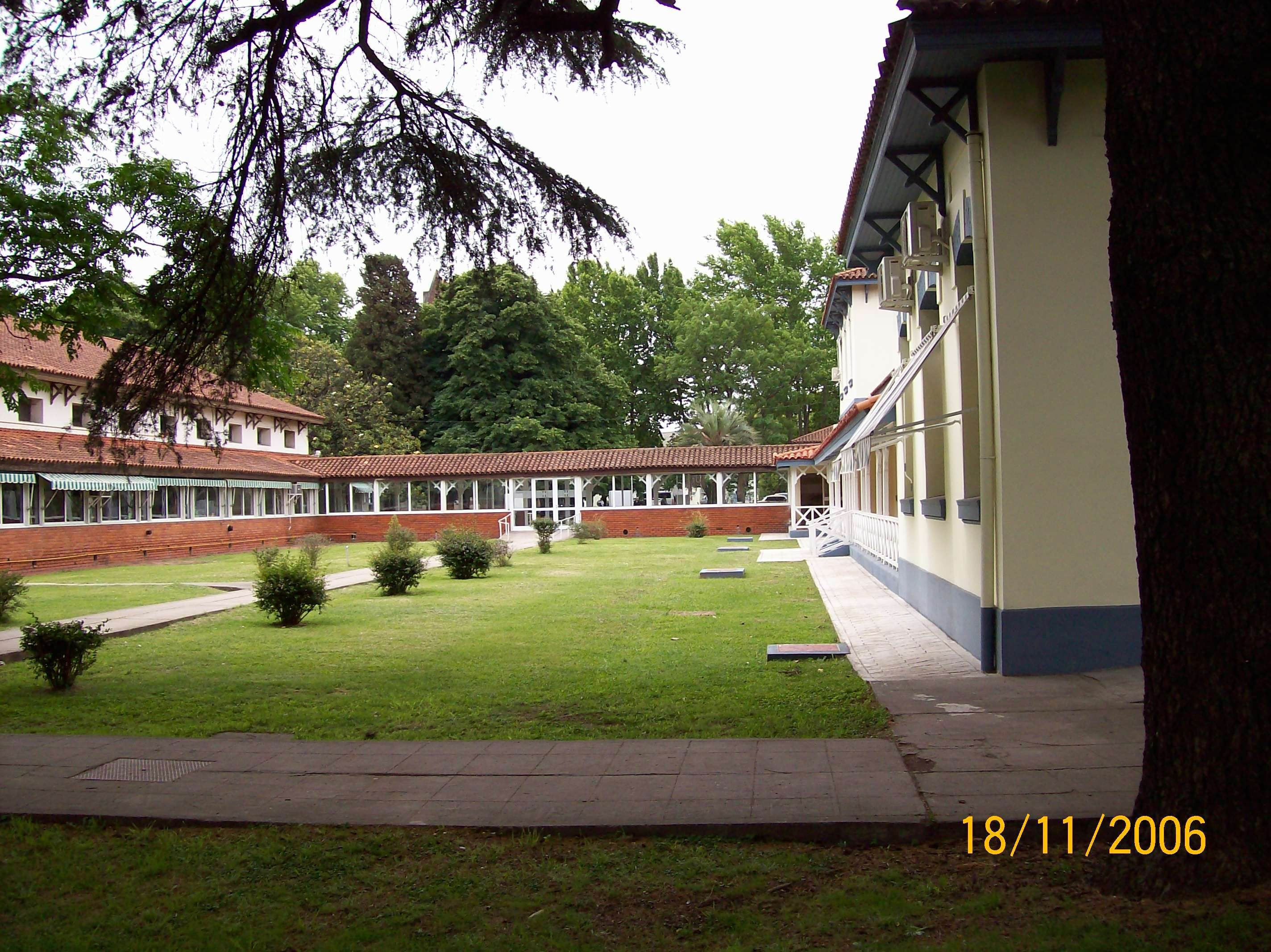
Лікарня Сан-Хусто

Місто переживає в останні десятиріччя великі економічні проблеми. В 1940-50-х роках більшість підприємств процвітали, але під час кризи були зупинені. Працювали підприємства головним чином м'ясопереробної промисловості. В місті виріс квартал бідноти.
Зараз Сан-Хусто є важливим промисловим центром, де виробляються плуги, деталі автомобілів, папір, гумові вироби. В околицях міста знаходяться сільськогосподарські угіддя, де вирощують пшеницю, маїс, ячмінь і люцерну, а також тваринницькі ферми.

## Освіта

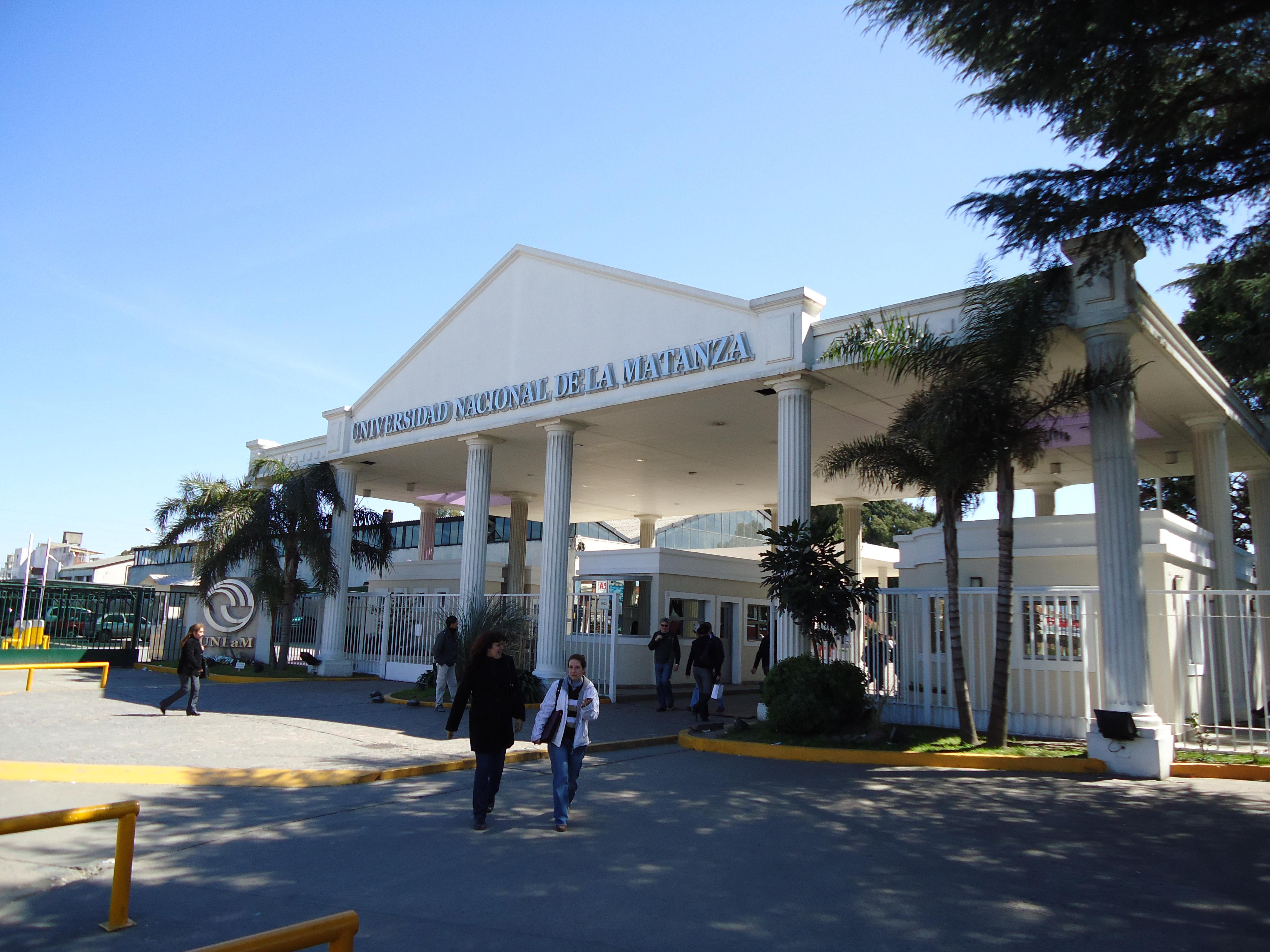
Національний університет Ла-Матанси

В Сан-Хусто розвинена освітянська галузь — знаходиться низка відомих шкіл. Однією з найкращих шкіл Аргентини вважаються школи «Альмафуерте» та Паррокіаль-де-Сан-Хусто. Загалом у місті знаходиться 10 дитячих садків і 34 школи.
В місті також знаходиться Національний університет Ла-Матанси. Його було засновано 27 жовтня 1989 року. В університеті навчаються 33 тисячі студентів на 15 спеціальностях і працюють 1046 викладачів.

## Клімат
Клімат Сан-Хусто помірний, вологий. Середня температура повітря в липні складає +9 °C, а в січні +25 °C. Середня річна кількість опадів становить 1147 мм. За період спостережень з 1961 по 1990 роки середня річна температура становила 14,6 °C. Протягом XX ст. температури міста зросли на 1-2 °C порівняно зі звичними. Кількість опадів також почала зростати з 1973 року.
Літа жаркі, багаті на дощі і грози. Зими м'які, з частими туманами і рідкими снігопадами. За весь період метеорологічних спостережень у Сан-Хусто сніг чи мокрий сніг випадав лише 1918, 1912, 1928, 1967 і 2007 року.
| Клімат Сан-Хусто                                                                                  | Клімат Сан-Хусто | Клімат Сан-Хусто | Клімат Сан-Хусто | Клімат Сан-Хусто | Клімат Сан-Хусто | Клімат Сан-Хусто | Клімат Сан-Хусто | Клімат Сан-Хусто | Клімат Сан-Хусто | Клімат Сан-Хусто | Клімат Сан-Хусто | Клімат Сан-Хусто | Клімат Сан-Хусто |
| Показник                                                                                          | Січ.             | Лют.             | Бер.             | Квіт.            | Трав.            | Черв.            | Лип.             | Серп.            | Вер.             | Жовт.            | Лист.            | Груд.            |                  |
| Абсолютний максимум, °C                                                                           | 43,3             | 38,7             | 37,9             | 36               | 31,6             | 28,5             | 30,2             | 34,4             | 34               | 34               | 36,8             | 40,5             |                  |
| Середній максимум, °C                                                                             | 30,4             | 28,7             | 26,4             | 22,7             | 19               | 15,6             | 14,9             | 17,3             | 18,9             | 22,5             | 25,3             | 28,1             |                  |
| Середня температура, °C                                                                           | 25,4             | 24               | 21,7             | 18,2             | 14,6             | 11,6             | 11,1             | 13,1             | 14,4             | 17,7             | 20,6             | 23,2             |                  |
| Середній мінімум, °C                                                                              | 20,4             | 19,4             | 17               | 13,7             | 10,3             | 7,6              | 7,4              | 8,9              | 9,9              | 13               | 15,9             | 18,4             |                  |
| Абсолютний мінімум, °C                                                                            | 5,9              | 4,2              | 2,8              | −2,3             | −4               | −5,3             | −5,4             | −4               | −2,4             | −2               | 1,6              | 3,7              |                  |
| Норма опадів, мм                                                                                  | 120              | 122              | 154              | 115              | 100              | 50               | 55               | 65               | 78               | 140              | 130              | 114              |                  |
| ------------------------------------------------------------------------------------------------- | ---------------- | ---------------- | ---------------- | ---------------- | ---------------- | ---------------- | ---------------- | ---------------- | ---------------- | ---------------- | ---------------- | ---------------- | ---------------- |
| Джерело: http://www.smn.gov.ar/?mod=clima&id=30&provincia=Capital%20Federal&ciudad=Buenos%20Aires |                  |                  |                  |                  |                  |                  |                  |                  |                  |                  |                  |                  |                  |

## Адміністративний поділ
Сан-Хусто поділяється на 5 районів:
- Монте-Доррего (ісп. Monte Dorrego)
- Сан-Альберто (ісп. San Alberto)
- Сан-Ніколас (ісп. San Nicolás)
- Вілья Конструктора (ісп. Villa Constructora)
- Вілья Індустріаль (ісп. Villa Industrial)

## Транспорт
Місто Сан-Хусто має такі шляхи сполучення:
- автомобільні дороги:
  - провінційна траса № 4
  - національна траса № 3
- залізниця
- аеропорт Буенос-Айреса